# Helopicus nalatus
Helopicus nalatus är en bäcksländeart som först beskrevs av Theodore Henry Frison 1942.  Helopicus nalatus ingår i släktet Helopicus och familjen rovbäcksländor. Inga underarter finns listade i Catalogue of Life.